# Isanthrene basiferoides
Isanthrene basiferoides là một loài bướm đêm thuộc phân họ Arctiinae, họ Erebidae.